# Озерин, Алексей Николаевич
Алексей Николаевич Озерин (8 апреля 1924, с. Дурасово, Пензенская губерния — 13 января 1944, Калинковичи, Полесская область) — советский военнослужащий, участник Великой Отечественной войны, Герой Советского Союза, командир отделения 237-го гвардейского стрелкового полка (76-я гвардейская стрелковая дивизия, 61-я армия, Центральный фронт), гвардии сержант.

## Биография
Родился 8 апреля 1924 года в селе Дурасово (ныне — в Кочкуровском районе Республики Мордовия) в семье рабочего. Русский.
С 1927 года жил в городе Вичуге Ивановской области по улице Колхозной, дом 9/10. После окончания средней школы № 13 работал слесарем на фабрике имени Н. Р. Шагова.
В августе 1942 года был призван в Красную Армию. На фронте с сентября 1943 года.
Отличился в боях при форсировании Днепра. Сержант Озерин в ночь на 28 сентября 1943 года с группой воинов на подручных средствах преодолел реку Днепр в районе села Мысы (Репкинский район Черниговской области), выбил врага из траншеи, что способствовало переправе через реку других подразделений полка.
Погиб 13 января 1944 года в бою за город Калинковичи в Белоруссии.
Похоронен в городе Калинковичи (ныне — Гомельской области).

## Награды
- Указом Президиума Верховного Совета СССР «О присвоении звания Героя Советского Союза генералам, офицерскому, сержантскому и рядовому составу Красной Армии» от 15 января 1944 года за «образцовое выполнение боевых заданий командования по форсированию реки Днепр и проявленные при этом мужество и героизм» гвардии сержанту Озерину Алексею Николаевичу посмертно присвоено звание Героя Советского Союза[1].
- Награждён орденом Ленина, медалью «За отвагу».

## Память
- В городах Вичуга и Калинковичи именем Героя названы улицы, в городе Вичуга его имя носит школа № 13, в Саранске профессиональное училище № 321.
- В городе Калинковичи установлены обелиск и мемориальная доска.
- В Центральном музее Вооружённых Сил СССР на Поклонной горе в Москве хранится комсомольский билет сержанта и командира отделения автоматчиков, комсорга роты А. Н. Озерина.
- Пионерская дружина школы № 6 г. Калинковичи Гомельской области названа в честь Алексея Озерина.